# Luca lo stesso
Luca lo stesso è un singolo del cantautore italiano Luca Carboni, pubblicato il 21 agosto 2015 come primo estratto dal dodicesimo album in studio Pop-up.
Il 7 giugno 2016, in occasione dell'annuale Wind Music Award, il brano è stato premiato nella categoria Singolo Platino.

## Descrizione
Scritto da Luca Carboni e Dardust e musicato da Tommaso Paradiso, il testo di Luca lo stesso racconta i nostri giorni, un mondo dove la realtà è sempre più frammentata. È un testo a tratti ironico che attraverso immagini semplici e dirette fotografa le contraddizioni della nostra società, dal rapporto con gli altri, al valore dei sentimenti, l'amore su tutto.
Il titolo del singolo è stato annunciato il 31 luglio 2015 attraverso il sito PersoneSilenziose, mentre la copertina è stata presentata il 1º agosto 2015 attraverso la pagina Facebook dell'artista e anche sul sito PersoneSilenziose.

## Video musicale
Il videoclip, diretto da Cosimo Alemà, prodotto da Eleonora Muoio e girato ad agosto 2015, è una citazione di un famoso clip degli anni ottanta di Robert Palmer, Addicted to Love.

Pubblicato il 27 agosto 2015 attraverso il canale YouTube dell'artista, quest'ultimo ha dichiarato: 

## Tracce
1. Luca lo stesso – 3:26

## Formazione
- Luca Carboni – voce
- Tim Pierce – chitarra elettrica
- Alex Alessandroni Jr. – pianoforte, basso synth
- Christian "Noochie" Rigano – sintetizzatore
- Michele Canova Iorfida – sintetizzatore, programmazione

## Classifiche

### Classifiche settimanali
| Classifica (2015) | Posizione massima |
| ----------------- | ----------------- |
| Italia            | 15                |

### Classifiche di fine anno
| Classifica (2015) | Posizione |
| ----------------- | --------- |
| Italia            | 91        |